# Lloyd Spooner
Lloyd Spooner (* 6. Oktober 1884 in Tacoma; † 20. Dezember 1966 in Zephyrhills) war ein US-amerikanischer Sportschütze und vierfacher Olympiasieger.
Er nahm an den Olympischen Sommerspielen 1920 in Antwerpen in zwölf Wettbewerben teil und gewann dort vier Gold-, eine Silber- und zwei Bronzemedaillen. Von seinen sieben Medaillen gewann er sechs in Mannschaftswettbewerben. Mit dem Armeegewehr liegend gewann er die Bronzemedaille über 600 m.
Acht Medaillen an den gleichen Spielen zu gewinnen, war lange Zeit unübertroffen, bis Alexander Nikolajewitsch Ditjatin bei den Sommerspielen 1980 in Moskau acht Medaillen im Turnen gewinnen konnte.
Spooner war Berufsoffizier in der United States Army und wurde 1924 zum Hauptmann befördert.